# Firestarr
Firestarr – pierwszy solowy album amerykańskiego rapera Fredro Starr'a.

## Lista utworów
1. "Comin' At The Game" 1:24
2. "Dyin' 4 Rap" 3:24
3. "What If"4:36
4. "Thug Warz" (feat. Outlawz & Sticky Fingaz) (3:36)
5. "Perfect B!tch" (3:23)
6. "Electric Ice" (feat. X-1 & Mieva) (2:47)
7. "Who F#!k Better" (3:34)
8. "Big Shots" (feat. Sin & Begetz) (3:29)
9. "Soldierz" (feat. Sticky Fingaz & X-1) (4:08)
10. "One Night" (feat. Begetz, Ice-T, Versatile & Mieva) (3:13)
11. "Dat Be Dem" (feat. Begetz) (3:53)
12. "Dyin' 4 Rap (Remix)" (feat. Capone-n-Noreaga, Young Noble & Cuban Link)	(3:46)
13. "I Don't Wanna..." (feat. Aaron Hall) (5:05)
14. "America's Most" (1:20)
15. "Shining Through (Remix)" (feat. Sunshine) (3:32)